# Золотарёвка (Станично-Луганский район)
Золотарёвка (укр. Золотарівка) — село в Станично-Луганском районе Луганской области Украины.
Расположено на правом берегу Деркула в 50 км к северо-востоку от города Луганска. По реке в этом месте проходит граница с Россией.
Население — 128 человек, большинство из них составляют старики.